# Juana Gallo
Juana Gallo (titlul original: în spaniolă Juana Gallo) este un film dramatic mexican, scris și realizat în 1960 de regizorul Miguel Zacarías. Filmul a fost prezentat la cel de-al II-lea Festival de film de la Moscova 1961 .
Protagoniștii filmului sunt actorii María Félix, Jorge Mistral, Luis Aguilar, Christiane Martel. 

## Conținut
Povestea are loc în timpul Revoluției mexicane. După ce tatăl și iubitul lui Juana Gallo au fost executați de armata guvernamentală, Juana are curaj ca răspuns la pierderea lor să salveaze bărbații din sat, care au fost luați prizonieri. Juana le vorbește oamenilor din sat și soldaților (acum aflați ei în prizonierat) despre modul în care mexicanii omoară alți mexicani doar pentru a proteja un guvern corupt (Victoriano Huerta).

## Distribuție
- María Félix – Ángela Ramos Juana Gallo
- Jorge Mistral – căpitanul Guillermo Velarde
- Luis Aguilar – colonelul Arturo Ceballos Rico
- Christiane Martel – Ninón
- Ignacio López Tarso – Pioquinto
- Rita Macedo – femeia înfometată
- René Cardona – căpitanul Esquivel
- Noé Murayama – colonelul Ordóñez
- Marina Camacho – fata lui Arturo
- José Alfredo Jiménez – Nabor, caporalul
- Manuel Dondé – General Antonio Dávila
- Jesús Gómez – rebelul asasinat pentru Juana Gallo
- Armando Sáenz – locotenentul Figueroa
- Antonio Raxel – generalul Rafael Durán
- Antonio Brillas – preotul
- Leonor Gómez – săteanca